# Pfaffschwende
Pfaffschwende é um município da Alemanha localizado no distrito de Eichsfeld, estado da Turíngia. Pertence ao verwaltungsgemeinschaft de Ershausen/Geismar.